# Ovisnost o Internetu
Ovisnost o internetu je jedan oblik ovisnosti o računalima i označava fenomen pretjeranog ili ekstremnog korištenja interneta u tolikoj mjeri da donosi opasnost po zdravlje.
Na engleskom govornom području naziva se "Internet addiction" poremećaj, "patološko korištenje interneta" ili "prinudno korištenje interneta".
Ta ovisnost još nije uvrštena u službenu psihijatrijsku klasifikaciju.

## Simptomi
Ovisnici o internetu obično zanemaruju normalne navike života u cilju povećanja vremena koje provode na internetu. U ekstremnim slučajevima, virtualni svijet može služiti kao zamjena za realne socijalne kontakate. Osim toga, često se zanemaruje zadovoljavanje osnovnih životnih potreba (kao što su hrana i spavanje).
Često se može promatrati, da ovisnici sve više vremena moraju provesti na mreži, da bi mogli doći do svojeg zadovoljstva. Dolazi do gubitka kontrole, i korisnik se više ne može kontrolirati ili ograničiti vrijeme koje provodi na internetu.
Osim toga, često dolazi do tipičnih obrambenih mehanizama, koji se nalaze kod svih ovisnika: Oni se kreću od poricanja svoje ovisnosti i lažnog opravdanja za vlastito ponašanje. Dodatno mnogi ovisnici o internetu imaju osjećaj krivnje i ne mogu se osloboditi svoje ovisnosti vlastitom voljom. 
Prema drugim osobama ovisnici skrivaju svoju ovisnost ili je neće priznati. U slučaju da je PC u kvaru dolazi do lošeg raspoloženja, nervoze razdražljivosti, nesanice i povećanog  znojenja. U nekim slučajevima može se pretvoriti u lijenost i dolazi se do "saznanja" da je život bez računala besmislen.
Posebno osjetljive su osobe koje su sklone depresiji i samotnjaštvu. Kada pritisak svakodnevnog života postaje velik, dolazi do bijega u virtualni svijet. Studenti zanemaruju svoje domaće zadaće. Mnogi korisnici surfaju satima po noći pa dolaze iscrpljeni na posao ili u školu. Ponekad odu na bolovanje.

## Liječenje
Problematika terapije protiv te vrste ovisnosti je u tome što kompletna apstinencija nije moguća. Računala i drugi elektronički mediji su predmeti svakodnevnog života. Stoga se u terapiji pokušava učiti savjesno korištenje medija.
U terapiji ovisnosti o internetu uključuje se buđenje interesa za športske i druge aktivnosti u slobodno vrijeme.
U Hrvatskoj se problematikom ovisnosti o internetu bavi Zajednica Cenacolo kroz program "Edukacije za život", koji za cilj ima cjelovitu izgradnju osobe u punini njene slobode, čime osoba postiže sposobnost odgovornog i uravnoteženog korištenja tehničkih dostignuća bez dodatnih neželjenih posljedica.

## Vanjske poveznice
- Webstranica OVISNOST O INTERNETU  Arhivirana inačica izvorne stranice od 3. lipnja 2009. (Wayback Machine)
- Članak u poslovni.hr  Arhivirana inačica izvorne stranice od 28. veljače 2010. (Wayback Machine)
- Članak u javno.com od 24.03.2008  Arhivirana inačica izvorne stranice od 4. ožujka 2021. (Wayback Machine)

|  | Molimo pročitajte upozorenje o korištenju medicinskih informacija. Ne provodite liječenje bez savjetovanja s liječnikom! |